# كتيسلاف دوسيديل
كتيسلاف دوسيديل (بالتشيكية: Ctislav Doseděl)‏ مواليد 14 أغسطس 1970 في برشيروف، تشيكوسلوفاكيا، هو لاعب كرة مضرب تشيكي سابق بدأ مسيرته كمحترف سنة 1989 وكان يلعب باليد اليمنى، اعتزل اللعب في 2001. أعلى تصنيف له في الفردي كان المركز الـ 26 في سنة 1994. سبق أن شارك في دورة الألعاب الأولمبية الصيفية.

## روابط خارجية
- كتيسلاف دوسيديل على موقع رابطة محترفي التنس (الإنجليزية)
- كتيسلاف دوسيديل على موقع الاتحاد الدولي لكرة المضرب (الإنجليزية)
- كتيسلاف دوسيديل على موقع كأس ديفيز (الإنجليزية)
- كتيسلاف دوسيديل على موقع خلاصة التنس.كوم (الإنجليزية)
- كتيسلاف دوسيديل على موقع أوليمبيديا (الإنجليزية)
- كتيسلاف دوسيديل على موقع اللجنة الأولمبية التشيكية (التشيكية)